# شهرستان پریورالسکی
شهرستان پریورالسکی (به لاتین: Priuralsky District) یک شهرستان در روسیه است که در ناحیه خودگردان یامالو-ننتس واقع شده‌است.